# Chilimjoveltic
Chilimjoveltic är en ort i Mexiko.   Den ligger i kommunen Chamula och delstaten Chiapas, i den sydöstra delen av landet, 800 km öster om huvudstaden Mexico City. Chilimjoveltic ligger 2 586 meter över havet och antalet invånare är 655.
Terrängen runt Chilimjoveltic är huvudsakligen kuperad, men åt nordväst är den bergig. Chilimjoveltic ligger uppe på en höjd. Runt Chilimjoveltic är det tätbefolkat, med 530 invånare per kvadratkilometer. Närmaste större samhälle är San Cristóbal de las Casas, 9,0 km sydväst om Chilimjoveltic. Omgivningarna runt Chilimjoveltic är en mosaik av jordbruksmark och naturlig växtlighet.